# Bryodesma tortipilum
Bryodesma tortipilum là một loài dương xỉ trong họ Selaginellaceae. Loài này được A. Braun Soják mô tả khoa học đầu tiên năm 1992.